# Birichina del gran mondo
Birichina del gran mondo (The Naughty Flirt ) è un film del 1931 diretto da Edward F. Cline (con il nome Edward Cline).

## Trama
Kay Elliott è una ragazza della buona società che ha messo gli occhi su Alan Ward, il socio giovane nello studio legale del padre. Ma Kay, civettuola e sventata, deve vedersela anche con un altro pretendente, un cacciatore di dote che ha il sostegno di sua sorella.

## Produzione
Il film fu prodotto dalla First National Pictures (controlled by Warner Bros. Pictures Inc.) e dalla Vitaphone Corporation.

## Distribuzione
Distribuito dalla First National Pictures e dalla Warner Bros. Pictures, il film uscì nelle sale cinematografiche statunitensi l'11 gennaio 1931